# Molární koncentrace
Molární koncentrace (molarita nebo látková koncentrace) je vyjádření množství molů určité látky v celkovém objemu směsi.

## Značení
Tato veličina se označuje c. V tomto článku je značka veličiny doplněna indexem označující danou složku směsi. Podle normy se doporučuje uvádět značky pro dané složky směsi v závorkách na stejném řádku, např. c(H2SO4).

## Definice
{\displaystyle c_{\mathrm {A} }={\frac {n_{\mathrm {A} }}{V}}},
kde nA je látkové množství složky A a V je celkový objem roztoku.

## Jednotky
Hlavní jednotka v soustavě SI je mol m−3.
V praxi se často udává v jednotkách mol/l (mol/dm³), značených též jako M. Tento způsob vyjadřování koncentrace se velmi často používá v analytické chemii. Obě poslední možnosti však již nejsou v souladu s pravidly značení v SI, proto se od nich upouští a nahrazují se stejně velkým dílem hlavní jednotky 1000 mol m−3.

## Vyjádření pomocí jiných veličin
{\displaystyle c_{\mathrm {A} }={\frac {n_{\mathrm {A} }}{V}}={\frac {m_{\mathrm {A} }}{M_{\mathrm {A} }V}}={\frac {\rho _{\mathrm {A} }}{M_{\mathrm {A} }}}},
kde MA je molární hmotnost a mA je hmotnost složky A, ρA je hmotnostní koncentrace.